# برنیس (اوکسیرینخوس)
برنیس (انگلیسی: Berenice؛ سده ۱ میلادی - سدهٔ ۲ میلادی) یک تاجر شراب در مصر روم بود.

او یکی از افرادی است که در پاپیروس‌های معروف اوکسیرینخوس نامش ذکر شده است و موضوع تحقیقات علمی بوده است. نام او در پاپیروس‌هایی از سال‌های ۹۰ میلادی، ۱۰۶ میلادی و ۱۰۹ میلادی ثبت شده است. برنیس با مردی به نام «پاسین» تاجر ثروتمند شراب اهل اوکسیرینخوس ازدواج کرده بود. در دوران یا پس از ازدواجش، او به عنوان یک تاجر موفق شراب فعال بود. برنیس هم باسواد و هم ثروتمند بود. او به خاطر روند مستندشده‌ای علیه شریک تجاری‌اش، تاجر شراب «آپیون» شناخته می‌شود.